# カヌーの里おおち
カヌーの里おおち（カヌーのさと おおち）は島根県邑智郡美郷町亀村にあるアウトドア体験施設。美郷町開発公社が管理・運営する。

## 概要
旧邑智町時代の1991年（平成3年）に開業した。江の川のほとりに位置しており、カヌーやカヤックの体験教室や川下りツアーなどを行なっている。敷地内には世界のカヌーなどを展示する博物館や、カヌー・カヤックの製作も出来る工房、キャンプサイトやトレーラーハウスを使った宿泊施設があるほか、夏期限定のプールなども設置されている。

## 施設
- カヌー博物館
- カヌー工房・クラフト室
- オートキャンプ場
- トレーラーハウス
- 美郷町邑智B&G海洋センター

## 利用案内
- 営業時間： 9:00 - 16:00
- 定休日： 火曜日